# Shāreb Mā'
Shāreb Mā' (persiska: شاریما, Shāreb Māh, Shārīmā, شارب ماء) är en bondby i Iran.   Den ligger i provinsen Kerman, i den sydöstra delen av landet, 1 000 km sydost om huvudstaden Teheran. Shāreb Mā' ligger 640 meter över havet och antalet invånare är 146.
Terrängen runt Shāreb Mā' är platt åt nordväst, men åt sydost är den kuperad.Runt Shāreb Mā' är det glesbefolkat, med 8 invånare per kvadratkilometer. Närmaste större samhälle är Fāryāb, 6,6 km norr om Shāreb Mā'. Trakten runt Shāreb Mā' är ofruktbar med lite eller ingen växtlighet.